# Massacre de Račak
O massacre de Račak (em albanês:  Masakra e Reçakut,  em sérvio:  Акција Рачак, Akcija Račak) foi o assassinato em massa de 45 albaneses do Kosovo que ocorreram na aldeia de Račak (em albanês:  Reçak) no Kosovo central em janeiro de 1999.  Os assassinatos foram um massacre deliberado de civis perpetrados pelas forças de segurança sérvias.  A ordem para o massacre pode ter vindo do gabinete de Slobodan Milošević.  O governo sérvio se recusou a permitir que um promotor de crimes de guerra visitasse o local, e sustentou que as vítimas eram todos membros do grupo rebelde Exército de Libertação do Kosovo mortos em combate com as forças de segurança do Estado.
As mortes foram um fator importante para a OTAN tomar a decisão de usar a força contra a República Federal da Iugoslávia para pôr fim à sua campanha de violência contra os albaneses do Kosovo.   O incidente foi objeto de três relatórios forenses: um iugoslavo, outro bielorrusso e um terceiro finlandês. Os dois primeiros, que foram encomendados pelo governo iugoslavo, concluíram que os mortos eram, na verdade, não civis. 
Condenado pelo Conselho de Segurança das Nações Unidas, o massacre em Račak tornou-se uma das principais causas do ultimato para as negociações em Rambouillet e, após estas falharem, do bombardeio da Iugoslávia pela OTAN. Após a guerra, o massacre foi incluído no ato de acusação do Tribunal Penal Internacional para a antiga Iugoslávia contra Slobodan Milosevic e seus cúmplices. Permaneceu por muito tempo uma controvérsia sobre a natureza das vítimas do massacre de entre as populações sérvias e albanesas e o massacre de Račak é ainda uma causa de discórdia entre as duas comunidades, ao lado de muitos outros assassinatos interétnicos sofridos por ambos os lados.